# Крубяне

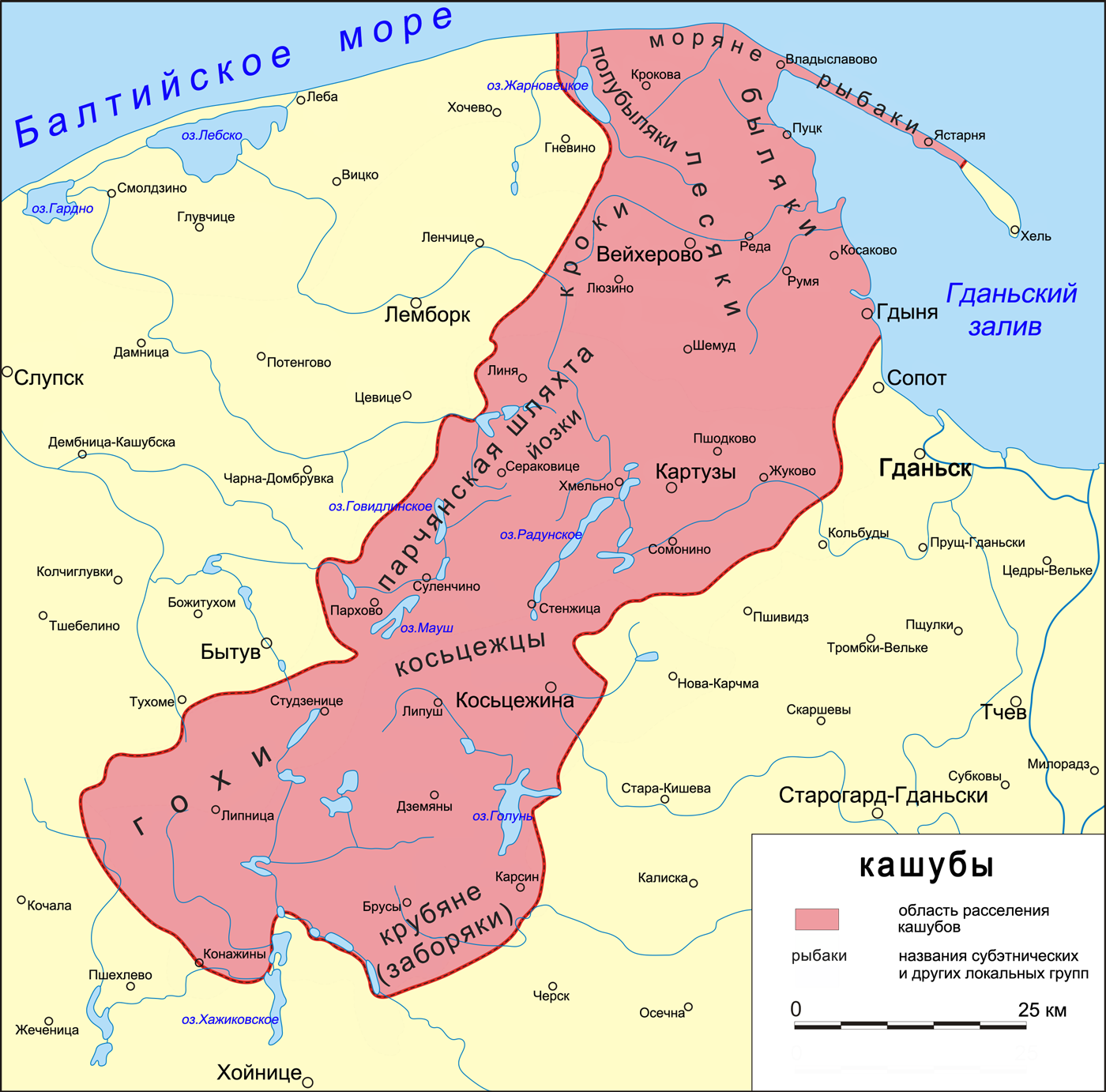
Крубяне (krëbanë или zoborôcë) на карте Кашубии

Крубя́не (кашуб. krëbanë, krëbanie, пол. krubanie, krubany) — субэтническая группа кашубов, населяющая юго-восточную часть Кашубии — гмины Дземяны и Карсин Косцежского повята и гмину Брусы Хойницкого повята. Крубяне также известны под названием заборяки (кашуб. zabòrôcë, zoborôcë, пол. zaboracy, zaboraki). Крубяне, как и все кашубы — католики.

## Название
Первый вариант субэтнического этнонима — крубяне (кашуб. krëbanë, krëbanie, ранее kùrbanie) — этимология данного слова не совсем ясна, существует предположение, что название данной группы кашубов ведёт своё происхождение от слова kùrban — «глиняный горшок для храненения масла» (древнепол. — kòrban, н.-луж. karban/kùrban). От апеллятива kurban выводит название крубян, в частности, Б. Сыхта (B. Sychta). Второй вариант этнонима — заборяки — связан с местом расселения данной группы кашубов — областью Заборы (пол. Zabory) в окрестностях Лесьно (пол. Leśno), Сворнигаце (пол. Swornigacie), Брусов и Карсина (пол. Karsin). Он обозначает выражение «живущие за бором» (пол. za borem) — к северу от Тухольских Боров. Топоним Заборы известен с древних времён, он встречается в документах поморских князей (terra Tabor, in Sabor (1292), terra Zaborensis (1299)) и в документах времён завоевания Поморья крестоносцами (das land Saborn). В Средние века Заборская земля занимала территории от реки Брды на западе до реки Вды (пол. Wda) и озера Вдзыдзе (пол. Wdzydze) на востоке, на севере её границы совпадали с границами современного Хойницкого повята, на юге доходили до Черницы (пол. Czernica). Иногда в широком смысле заборяками называют кроме крубян и некоторые другие группы кашубов.

## Говоры
Среди крубян в прошлом были широко распространены южнокашубские заборские, или крубянские, говоры (кашуб. gwara krëbańskô, пол. gwary zaborskie, gwary krubańskie). Ф. Лоренц выделял на территории расселения крубян лесьненско-брусско-велевский говор. Кроме него к заборскому наречию он относил также и другие говоры, которые разделял на две группы: севернозаборские говоры (грабовский, косцежский, скожевский, гостомский, липушский) и южнозаборские говоры (лесьненско-брусско-велевский, своженский, конарский).

## Традиции
Традиционыными занятиями крубян были разведение скота, охота, рыболовство, пчеловодство, заготовка смолы. Среди традиционных ремёсел были распространены изготовление колёс и телег, изготовление конной упряжи и сёдел, вышивка, гончарное и кузнечное ремёсла. В прошлом для крубян многие промыслы и ремёсла были важным источником дохода. Традиционные народные костюмы, песни и танцы до сих пор сохраняются фольклорным коллективом «Krëbane» из города Брусы.